# Serena Van Der Woodsen
 (juin 2016).
Améliorez-le ou discutez des points à vérifier. 
Serena Caroline Van Der Woodsen (dans les romans) ou Serena Celia Van Der Woodsen Humphrey (dans la série télévisée) est un personnage de la série télévisée Gossip Girl inspirée de la série littéraire éponyme. Elle est interprétée par Blake Lively.

## Dans les romans
Description physique : Serena est mince, grande, élancée, a la taille fine, des hanches fines, des épaules fines, un ventre plat, des fesses bien galbées et de longues et fines jambes ; elle fait un 90 C de tour de poitrine et a un visage parfaitement ciselé, une peau claire, des joues roses, de longs cheveux d'une couleur or clair qui bouclent légèrement sur ses tempes, une bouche pleine rebiquant aux coins, un menton aristocratique, de grands yeux bleus foncés, presque bleus marines et des dents blanches et bien droites. Sa beauté est telle qu'elle en paraît presque surnaturelle.
Biographie : 
Serena Caroline Van der Woodsen est la plus belle, la plus riche, la plus cool, la plus populaire et la plus « sauvage » des héroïnes de la série ainsi qu'une talentueuse actrice. Elle est la fille que tous les garçons désirent et que toutes les filles désirent être (réf.: Phrase du résumé à l'arrière des livres). Elle est la fille cadette du couple de milliardaires William et Lillian (dite Lily) Van der Woodsen -le P.D.G. d'une immense et très lucrative entreprise néerlandaise et une collectionneuse d'art philanthrope, tous deux membres du conseil d'administration de la plupart des grandes organisations caritatives et artistiques de la ville- et a un frère plus âgé qu'elle d'un an ? / de trois ans ? (cette information reste confuse dans les romans), Erik, qui est étudiant à l'université Brown. Elle étudie au lycée privé pour filles Constance Billard (Constance Billard School for Girls) jusqu'à la fin de son année de seconde puis est admise à l'Hanover Academy, un pensionnat mixte très huppé, dont elle est finalement renvoyée un an plus tard pour avoir pris la liberté de prolonger ses vacances d'été sans l'aval préalable de la direction de l'établissement. Elle revient donc ensuite à New York où son ancienne école accepte de la réintégrer en son sein pour son année de terminale. Serena est une personne gentille et compatissante, une bonne nature qui ne souhaite que le bien d'autrui mais aussi une adolescente quelque peu immature et assez instable. Elle s'ennuie facilement et cherche toujours à passer du bon temps. Tous les garçons hétéro-/bi-/pan- sexuels et les filles homo-/bi-/pan- sexuelles sans exception vivant à New York essayent constamment de la séduire même si elle est incapable d'entretenir une relation amoureuse plus de quelques jours. C'est avec le beau-frère de Blair/Olivia, Aaron Rose, qu'elle est restée en couple le plus longtemps. Elle a aussi brièvement fréquenté Daniel Humphrey (dit Dan) et Flow, le chanteur du groupe de musique 45. Un peu feignante sur les bords, nonchalante et indécise, elle est malgré tout intelligente et perspicace et possède de nombreuses compétences qui l'aideront entre autres à obtenir une excellente note aux S.A.T., ce qui lui vaudra d'être admise dans une sélection des facultés les plus prestigieuses du pays. Cependant, Serena ne prend jamais pleinement conscience de l'étendue de son potentiel et s'égare quelques fois sur le chemin de la vie, incapable de se fixer des lignes de conduite ou de produire de réels efforts pour atteindre des objectifs élevés. Charismatique, enthousiaste, drôle et avenante, la jeune fille n'éprouve aucune difficulté à se faire des amis partout où elle va ni à décrocher les meilleures opportunités, qu'elle les ait réellement désirées ou pas, qu'elle les ait méritées ou pas. Bien qu'extrêmement belle, Serena prête en réalité assez peu d'attention à son allure et a même la fâcheuse manie de se ronger les ongles. À cause de son esprit libre, elle et Blair/Olivia, sa meilleure amie depuis l'enfance, finissent souvent par se disputer. Mais, malgré leurs fréquentes rixes et l'attitude parfois ouvertement hostile de la jolie brune à son égard, S continue tout au long de la série à se soucier du bien-être de sa comparse. Serena entretient également une histoire compliquée avec Nate, son meilleur ami, avec qui elle a perdu sa virginité à l'âge de quinze ans. En effet, les deux jeunes gens ne savent jamais s'ils s'aiment ou s'ils sont amis. La belle blonde a tout un temps expérimenté le mannequinat (en posant notamment pour des photographes de mode ou portraitistes reconnus, en défilant à la fashion week de New York pour un styliste célèbre, en servant d'égérie à une marque de parfum qui porte son nom ou encore en faisant la couverture d'un magazine de mode à la renommée internationale) avant de décrocher finalement le premier rôle féminin dans un remake de Diamants sur Canapé et sa suite au cinéma, prestations par ailleurs encensées par la critique. Au terme de ses études secondaires, elle décide de prendre une pause d'un an dans sa scolarité pour se consacrer à cette nouvelle carrière et tenter de découvrir qui elle est dans l'intervalle, avant de reprendre au bout du compte le chemin de l'université. Elle fréquentera alors, dans un premier temps, la New School de New York durant une année puis intégrera la prestigieuse université Yale dont elle sortira diplômée à peine deux ans plus tard. Si Serena n'est jamais parvenue à choisir une orientation académique bien spécifique, on sait cependant que ses cours universitaires s'articulaient principalement autour de la philosophie, du théâtre et de la littérature. Au cours de son année de terminale, elle devient amie avec Vanessa Abrams et Georgina Spark et prend Jennifer Humphrey sous son aile [2].
Liste de ses conquêtes amoureuses : Nathaniel Fitzwilliam Archibald, Charles, Nicolas, Henry, Daniel Randolph Jonah Humphrey, Julian Prospere (dit Flow), Aaron Elihue Rose, Drew et Christian.
Liste de ses ami.e.s : Blair/Olivia Cornelia Waldorf, Vanessa Marigold Abrams, Jennifer Tallulah Humphrey, Georgina Spark, Amanda Atkins, Alysia, Alison, Thaddeus Smith, Serge, ...

## Dans la série télévisée
Serena Van Der Woodsen est la fille de Lily Van Der Woodsen, une riche héritière membre de la haute société new-yorkaise, et de William Van Der Woodsen, un célèbre médecin devenu milliardaire. Ses parents sont divorcés. Son père n’apparaîtra qu'à partir de la saison 3. Elle le connaîtra jusqu’à ses 4 ans. Puis le retrouve grâce à Carter Baizen.
Elle a aussi un frère plus jeune qu'elle, Eric (14 ans lors de la saison 1).
Elle réside au New York Palace Hotel avec sa famille en attendant la fin des travaux de l'hôtel particulier, qui se situe sur la cinquième avenue.

### Saison 1
Après un an d'absence, Serena, la fille la plus populaire du lycée, est de retour à New-York. Son départ précipité pour un pensionnat, l'année précédente demeure inexpliqué. Blair Waldorf, sa meilleure amie depuis l'enfance, est très surprise de son retour étant sans nouvelles depuis son départ ; le retour de la blonde intrigue. Et surtout, met en péril le statut de Blair, devenue entre-temps la Queen B de son école, Constance Billard. En fait, c'est pour soutenir Eric après qu'il a tenté de se suicider que Serena rentre à New-York. Mais son retour dans l'Upper East Side ne passe pas inaperçu. Des rumeurs courent sur elle, alimentées par la mystérieuse Gossip Girl. On apprend notamment dès le premier épisode que peu avant de quitter New-York, Serena a couché avec le petit-ami de Blair, Nate Archibald. Cependant, aujourd'hui, la fêtarde nationale (qui semble d'ailleurs s'être assagie) s'intéresse plus à Dan Humphrey qu'à Nate. Et rapidement, le « garçon solitaire », s'éloigne de ce statut. Cette histoire d'amour n'est pas de tout repos car Serena doit affronter Vanessa Abrams, sa grand-mère, les fausses alertes de grossesses, leurs différences sociales et même sa mère (bien trop proche de Rufus Humphrey - le père de Dan - à son goût) pour rester avec Dan.
Finalement, après s'être réconciliée avec Blair, Serena paraît être dans sa meilleure période depuis longtemps. Et ce même si sa mère compte épouser Bart, qui n'est autre que le père de Chuck Bass, le « pervers notoire » ; en faisant par la même occasion son frère par procuration. L'entente est difficile entre les adolescents et Serena s'inquiète de l'influence de Chuck sur son jeune frère. Elle le soupçonne aussi de lui envoyer des colis de très mauvais goût.
Mais le véritable expéditeur des colis est Georgina Sparks, une ancienne amie de Serena. De retour à New-York, Georgina compte retrouver sa Serena d'avant le pensionnat : la légère, la fêtarde, la sexy, la folle Serena Van Der Woodsen « d'avant ».
S craint la mauvaise influence de Georgina et l'évite au maximum. Elle ne parle pas non plus de son « amie » à Dan, ne voulant pas faire ressurgir les souvenirs de l'Ancienne Serena. Mais la dangereuse Georgina a pris les devants et finalement, tente de charmer Dan en se présentant sous une fausse identité. S sait son couple en péril. Lors du dernier épisode, S avoue enfin la raison de son départ précipité de la ville, il y a un an. C'est aussi la conclusion de son histoire avec Dan.
Et c'est tout compte fait en compagnie de Nate qu'elle s'envole pour les habituelles vacances aux Hamptons.

### Saison 2
Serena passe les vacances dans les Hamptons. Il est évident qu'elle éprouve toujours des sentiments pour Dan et est toujours affectée par leur rupture. Dans le premier épisode de la saison, Serena est conviée à un bal en blanc dans les Hamptons auquel elle se rend accompagnée de Nate. Elle sert en fait de couverture afin de rendre jalouse la duchesse Catherine Beaton, amante de Nate. Tout le monde croit que Serena et Nate forment un couple, Dan y compris. Serena confie à Dan qu'elle veut être avec lui et les deux jeunes gens se remettent ensemble. Leur réunion sera de courte durée, Lily et Rufus formant désormais un couple, ce qui fait donc de Dan le demi-frère de Serena par alliance. Serena commencera alors une nouvelle relation avec Aaron Rose, un jeune artiste et fils de Cyrus Rose, beau-père de Blair. Elle finira tout de même par se remettre avec Dan, puis décidera de rompre avec celui-ci de manière définitive alors qu'elle réalisera que les choses ne collent plus vraiment entre eux. Serena tombera par la suite sous le charme de Gabriel, qui est l'ex de Poppy Lifton, ancienne amie et camarade de Serena. En fait, Poppy et Gabriel tendent un piège à Serena afin de lui soutirer de l'argent. C'est durant cette saison que Serena apprend également que Lily et Rufus ont eu un fils ensemble, elle ne fera toutefois sa rencontre que dans la troisième saison lors du mariage de sa mère. À la fin de la saison, Serena demande à Carter Baizen de l'aider à retrouver son père.  

### Saison 3
La troisième saison s'ouvre sur le retour de Serena et Carter du continent européen, ce qui laisse présager une possible relation romantique entre les deux jeunes gens. Serena et Carter ont en réalité tenté de trouver des informations sur le père de Serena, médecin réputé s'étant envolé depuis plusieurs années en Europe. La relation de Carter et Serena sera de courte durée puisque les proches de la jeune fille ne semblent pas totalement approuver cette relation et que Carter brisera le cœur de la belle. D'un autre côté, Lily prépare hâtivement l'entrée de sa fille à l'université Brown. Serena ne semble pas totalement prête pour cette nouvelle vie universitaire et choisit de demeurer à New York. Elle se trouve donc un emploi d'attaché de presse dans une boîte réputée. Serena tombera alors sous le charme de Seb Van Der Bilt, cousin de Nate et candidat aux élections locales. Nate - toujours amoureux de Serena - n'approuve pas cette nouvelle relation. Serena devra donc faire un choix après que Seb l'a abandonnée lors d'un accident de voiture. Elle choisira alors de commencer une nouvelle relation avec Nate. Serena reconnectera avec son père avec l'aide de Carter, ce qui causera des tensions dans le couple qu'elle forme avec Nate. Il semblerait que le Dr Van Der Woodsen soit de retour en ville pour soigner Lily. En réalité, William est de retour afin de reconquérir son ex-femme. Le départ de son père fera en sorte de réunir à nouveau Dan et Serena. Jenny éprouvant toujours des sentiments pour Nate et voulant le reconquérir envoie une photo de Dan et Serena dormant ensemble à Gossip Girl, ce qui aura pour conséquence de détruire le couple de Nate et Serena mais également celui de Dan et Vanessa.

### Saison 4
Blair et Serena passent les vacances d'été à Paris. Durant leurs vacances, Serena apprend que Chuck s'est fait tirer dessus et tente par tous les moyens de le retrouver. Elle découvre alors que Chuck est vivant et qu'il a menti sur sa véritable identité à Eva, la jeune femme qui lui a sauvé la vie lors d'une fusillade. Serena tente de convaincre Chuck de revenir à New York, mais c'est Blair qui lui fera comprendre que le monde dans lequel elle vit n'est pas aussi bien sans lui. Cette saison met principalement l'accent sur la haine qu'éprouve Juliette, la nouvelle petite amie de Nate à l'égard de Serena. Serena et Blair font leur entrée à Columbia et font la rencontre de Juliette. Dès le départ, Juliette tente de détruire l'amitié de Blair et Serena en l'excluant de la sororité exclusive dont elle fait partie. Elle expose également au grand jour la relation que Serena entretient avec le professeur Forrester, qui s'avère en fait être le cousin de Juliette. Elle ira même jusqu'à utiliser Jenny et Vanessa contre Serena. Dan et Blair s'allient afin de démasquer Juliette qui souhaite se venger de Serena après que celle-ci a accusé de viol son demi-frère Ben Donovan, professeur au pensionnat que Serena a fréquenté lors de sa mystérieuse disparition quelques années auparavant. Ben purge présentement une peine d'emprisonnement. Il s'avère en fait que Serena entretenait une relation avec Ben et Lily ayant découvert le tout, a accusé faussement le professeur Donovan de viol et attentat à la pudeur sur une mineure. Serena décide de tout faire en sorte pour faire sortir Ben de prison et les deux jeunes gens se rapprochent alors que la relation de Serena et Lily se dégrade de plus en plus. Serena rompera définitivement avec Ben lorsqu'elle apprend qu'il a frappé le père de Nate, le Capitaine Archibald en prison. Par ailleurs, cette saison fait également l'introduction d'un nouveau personnage dans l'Upper East Side. En effet, Charlie Rhodes, la cousine de Serena, débarque dans la vie de la famille Van Der Woodsen. Charlie aide Serena à faire éclater au grand jour la nouvelle romance de Blair et Dan. Mais Charlie souffre en fait de problèmes psychologiques et a arrêté de prendre ses médicaments. Charlie décide alors de quitter l'Upper East Side, il sera révélé un peu plus tard que Charlie est en fait une actrice nommée Ivy Dickens engagée par Carol Rhodes afin de mettre le grappin sur le fonds d'investissement que Cece a mis en place pour sa petite fille. À la fin de la saison, Serena se voit offrir un nouvel emploi et s'envole pour Hollywood en Californie.

### Saison 5
La cinquième saison est plus noire pour le personnage de Serena, entre ses histoires de famille et ses déboires amoureux, la belle a des difficultés à garder la tête hors de l'eau. Tout d'abord, la mise en scène entre Carol Rhodes et Ivy Dickens sera révélée au grand jour lorsque Cece, la grand-mère de Serena décède. Plusieurs conflits éclateront au sein de la famille Van Der Woodsen, notamment à cause du fait que Cece ait légué une importante partie de sa fortune à Ivy. Serena apprend un peu plus tard l'existence de la véritable Charlotte Rhodes et par le fait même que son père le Dr William Van Der Woodsen a entretenu une liaison avec Carol dans le passé, d'où l'existence de Charlie, plus communément appelée « Lola ». Cette dernière, brièvement cousine de Serena est en réalité sa demi-sœur. Au travers de cette crise familiale et ayant peu de soutien de la part de son groupe d'amis, Serena se voit offrir l'occasion de devenir la nouvelle Gossip Girl après que Georgina, lassée de ce nouveau rôle, lui envoie l'ordinateur portable contenant toutes les informations croustillantes du blog à potins du gratin de l'Upper East Side. Nate et Lola s'allient afin d'exposer l'identité de Gossip Girl et par le fait même arrêter son règne en tant que Gossip Girl 3.0. La véritable Gossip Girl récupère alors son ordinateur portable et par la même occasion des copies de sauvegarde du journal intime de Blair que Serena avaient conservées sur celui-ci. Gossip Girl publie les extraits du journal, ce qui déclenche la guerre entre les deux amies. Pour se venger de Blair qui menace de détruire sa réputation, Serena couche avec Dan qui croit que Blair le trompe avec Chuck. Ayant perdu à la fois Dan et Blair, Serena quitte New York.

### Saison 6
Après un départ plutôt impromptu de l'Upper East Side, Serena décide de recommencer à zéro une nouvelle vie loin du drama de New York. Elle fait la connaissance de Steven, un homme d'affaires fortuné, qui tombe amoureux de la belle. Toutefois, Serena se présente sous une nouvelle identité, se faisant appeler Sabrina et ne révélant pas d'où elle vient vraiment. Blair, Chuck et Nate s'allient, mais Georgina et Dan sont eux aussi à sa recherche, révélant par le fait même la véritable identité de Serena. Serena revient donc à New York où elle essaie de construire une relation de confiance avec Steven. Elle devra notamment faire face à la fille de Steven, Sage, qui s'oppose fortement à cette union. Sage ira même jusqu'à dévoiler une sex-tape de Dan et Serena lors du bal des débutantes, brisant par le fait même la relation de Steven et Serena. Dan et Serena se remettront par la suite brièvement ensemble. En effet, Lonely Boy a comme plan de faire tomber Serena amoureuse de lui afin de lui soutirer des informations pour la rédaction du chapitre final de son roman. Mais Dan se fait prendre à son propre jeu et retombe sous le charme de la belle. Malgré tout, Serena finit par lui pardonner en faisant la lecture du « bon » chapitre que Dan a rédigé sur elle et croit en la véracité des sentiments du jeune homme. Dans un épilogue de courte durée, On peut voir Serena et Dan s'unir par les liens du mariage devant tous leurs amis réunis.

### La dualité du personnage
La série révèle un personnage plutôt contrasté. Elle est quelqu'un d'altruiste, il est d'ailleurs fréquent qu'elle se mette en quatre pour résoudre les problèmes des autres, mais elle a une soif de célébrité qui la pousse parfois à écraser les autres pour se mettre en avant. À la fin de la saison 1 et au début de la saison 2, cela mènera à un conflit entre elle et Blair. Dans la série télévisée, Serena est une fille légère en apparence. Elle est régulièrement rattrapée par ses démons, notamment lorsque son passé sulfureux refait surface avec la réapparition d'une ancienne amie, Georgina Sparks. Depuis son retour à New-York Serena semble assagie.